# American Basketball League 1943-1944
La stagione 1943-1944 della American Basketball League fu la 17ª nella storia della lega. Vinsero il titolo i Wilmington Bombers, al 2º successo della loro storia.

## Classifica

### Prima fase
|    | Classifica prima fase 1943-1944 | V  | P |
| -- | ------------------------------- | -- | - |
| 1. | Wilmington Bombers              | 12 | 4 |
| 2. | New York Americans              | 9  | 6 |
| 3. | Trenton Tigers                  | 8  | 6 |
| 4. | Philadelphia Sphas              | 4  | 9 |
| 5. | Brooklyn Indians*               | 2  | 9 |

- I Brooklyn Indians hanno abbandonato il campionato a stagione in corso.

### Seconda fase
|    | Classifica seconda fase 1943-1944 | V |
| -- | --------------------------------- | - |
| 1. | Philadelphia Sphas                | 8 |
| 2. | Trenton Tigers                    | 7 |
| 3. | Wilmington Bombers                | 5 |
| 4. | New York Americans                | 2 |

## Finale
Fase finale al meglio delle 7 partite.
|  | Finale             |                    |    |    |    |    |    |    |    |   |  |
|  |                    |                    |    |    |    |    |    |    |    |   |  |
|  | Wilmington Bombers | Wilmington Bombers | 44 | 35 | 44 | 51 | 45 | 57 | 57 | 4 |  |
|  | Philadelphia Sphas | Philadelphia Sphas | 31 | 42 | 50 | 56 | 38 | 33 | 36 | 3 |  |

## Formazione vincitrice
Giocatori con il maggior numero di presenze (superiore a 15):
|  | Naz.                                         | Ruolo | Sportivo      |  |  |  |  |
|  | -------------------------------------------- | ----- | ------------- |  |  |  |  |
|  | Stati Uniti (bandiera)                       | P     | Ed Sadowski   |  |  |  |  |
|  | Stati Uniti (bandiera)                       | P     | Angelo Musi   |  |  |  |  |
|  | Stati Uniti (bandiera)                       | P     | Paul Chaddick |  |  |  |  |
|  | Stati Uniti (bandiera)                       | P     | Ben Goldfaden |  |  |  |  |
|  | Stati Uniti (bandiera) · Germania (bandiera) | P     | Dutch Hoefer  |  |  |  |  |
|  | Stati Uniti (bandiera)                       | P     | Moe Frankel   |  |  |  |  |
|  | Stati Uniti (bandiera)                       | P     | Ben Auerbach  |  |  |  |  |
|  | Stati Uniti (bandiera)                       | P     | Steve Juenger |  |  |  |  |
|  | Stati Uniti (bandiera)                       | P     | Ben Scharnus  |  |  |  |  |